# Depot IV von Slaný
Das Depot IV von Slaný (auch Hortfund IV von Slaný) ist ein Depotfund der frühbronzezeitlichen Aunjetitzer Kultur aus Slaný im Středočeský kraj, Tschechien. Es datiert in die Zeit zwischen 2000 und 1800 v. Chr. Das Depot befindet sich heute im Museum von Slaný.

## Fundgeschichte
Das Depot wurde vor 1944 östlich von Slaný auf dem Slánská hora (Salzberg) bei der Beseitigung von Kulturschichten in einem Steinbruch entdeckt. Das Gebiet war in der Bronzezeit sehr dicht besiedelt, aber auch ältere Besiedelungsspuren aus der Jungsteinzeit und der Kupferzeit sowie jüngere aus der Eisenzeit und dem Mittelalter sind nachgewiesen.
Vom Salzberg stammen noch drei weitere Depotfunde (I, II und III ) sowie mehrere Einzelfunde der Aunjetitzer Kultur.

## Zusammensetzung
Das Depot besteht aus zwei Bronzegegenständen: ein Pfriem und eine Kette. Der Pfriem hat in der Mitte eine Schwellung. Das eine Ende weist eine Spitze auf, am anderen sind Reste einer Einfassung aus organischem Material (vielleicht Holz) erhalten. Die Kette besteht aus vier Ringen aus dünnem, doppeltem Draht. Ein Ring ist neuzeitlich zerbrochen.